# والتر اشلیگر
والتر اشلیگر (آلمانی: Walter Schleger; ۱۹ سپتامبر ۱۹۲۹ – ۳ دسامبر ۱۹۹۹) بازیکن فوتبال اهل اتریش بود.
از باشگاه‌هایی که در آن بازی کرده‌است می‌توان به باشگاه فوتبال آستریا وین اشاره کرد.
وی همچنین در تیم ملی فوتبال اتریش بازی کرده‌است.